# Wilberforce (rivière)
Pour les articles homonymes, voir Wilberforce.
La rivière Wilberforce (anglais : Wilberforce River) est un cours d’eau situé dans les  Alpes du Sud dans l’Île du Sud de la Nouvelle-Zélande et un affluent du fleuve Rakaia.

## Géographie
Elle est localisée dans l’ouest de la région de Canterbury et est un affluent du fleuve Rakaia, mais comme la rivière  Harper, l'essentiel de son flux est dérivé vers le lac Coleridge en tant que partie d’un vaste projet d’hydroélectricité. Cette diversion de la rivière, majore les sorties du lac vers la station du générateur électrique en aval et fut mis en service en 1977.
Une proposition ancienne de tracé de la voie de Chemin de fer de la Midland Line allant de Christchurch à la région de la Westland nécessitait d’étendre la Whitecliffs Branch jusqu’à la West Coast, via la vallée de la rivière Wilberforce et le col de Browning. Mais ce fut l’une des propositions qui furent rejetées en faveur du tracé de la route via le col d’Arthur's Pass.